# Мостицька вулиця
Мости́цька ву́лиця — вулиця в Подільському районі міста Києва, житловий масив Мостицький. Пролягає від Вишгородської вулиці до вулиці Наталії Ужвій. 
Прилучаються Замковецька і Франциска Скорини вулиці.

## Історія
Вулиця прокладена у другій половині 80-х років XX століття на місці Великої Мостицької та Малої Мостицької вулиць. Відома з першої половини XIX століття. Назва — від дерев'яного покриття, яким «мостилися» ці вулиці, прокладені у заболоченій місцевості. Існували також Мостицький провулок та Верхньомостицька вулиця. Під час знесення старої забудови довкола Мостицької зникла також вулиця Левченка, що до 1950-х роках мала назву Жеребіївська вулиця.
12 грудня 2024 року безіменний сквер на вулиці Мостицькій найменовано на честь військовослужбовця Сергія Васильчука.

## Пам'ятки
- Покровська церква (1902—1906, арх. Є. Ф. Єрмаков, М. М. Казанський)(№ 18, стара адреса: Мостицький провулок, 2)[2]
- Корпуси колишнього заводу «Ланцюги Ґалля» (рос. Цепи Галля), взірець дореволюційної промислової архітектури (найстаріші корпуси споруджено 1899 року)[3]

## Будинки

### Нежитлові
- 4, 6а, 15, 24 — нежитлові будівлі;
- 9 — Центральна поліклініка Подільського району;
- 11 — Пологовий будинок №2;
- 16 — середня школа №271;
- 20 — ЖЕК №706;

### Житлові[4]
| № будинку | серія                 | кількість поверхів | дата будівництва |
| --------- | --------------------- | ------------------ | ---------------- |
| 6         | індивідуальний проект | 9                  | 1974             |
| 8         | ММ-640                | 9                  | 1978             |
| 10        | Т-1                   | 18                 | 1988             |
| 12        | Т-1                   | 18                 | 1988             |
| 14        | 96-серія              | 10                 | 1989             |
| 16/2      | індивідуальний проект | 9                  | 1989             |
| 26        | 96-серія              | 10                 | 1988             |

Будинок № 14 було пошкоджено 15 березня 2022 року внаслідок влучання уламків збитої ракети РФ під час повномасштабного російського вторгнення в Україну. У десятиповерховій житловій будівлі сталася пожежа з 1-го по 5-й поверх, вибито шибки, пошкоджено фасад, зокрема, засклення балконів. Одну людину було госпіталізовано.

## Зображення

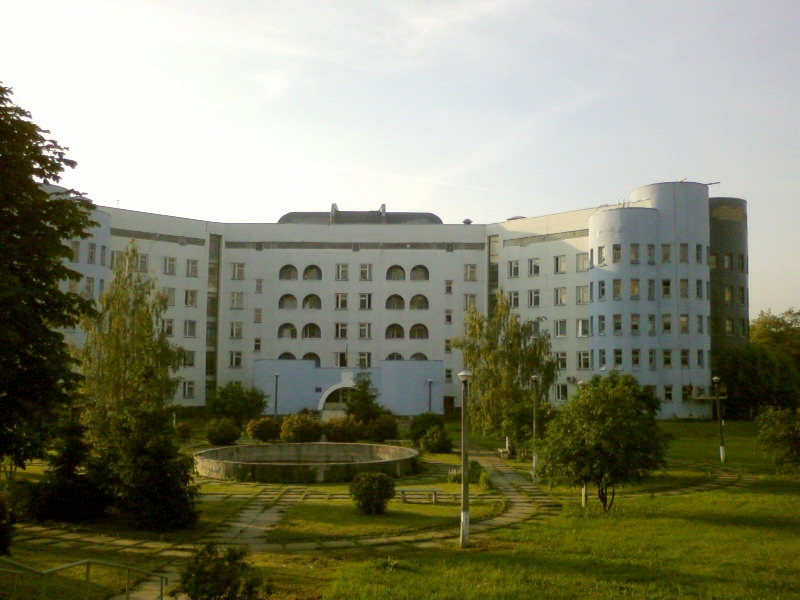
Пологовий будинок № 2
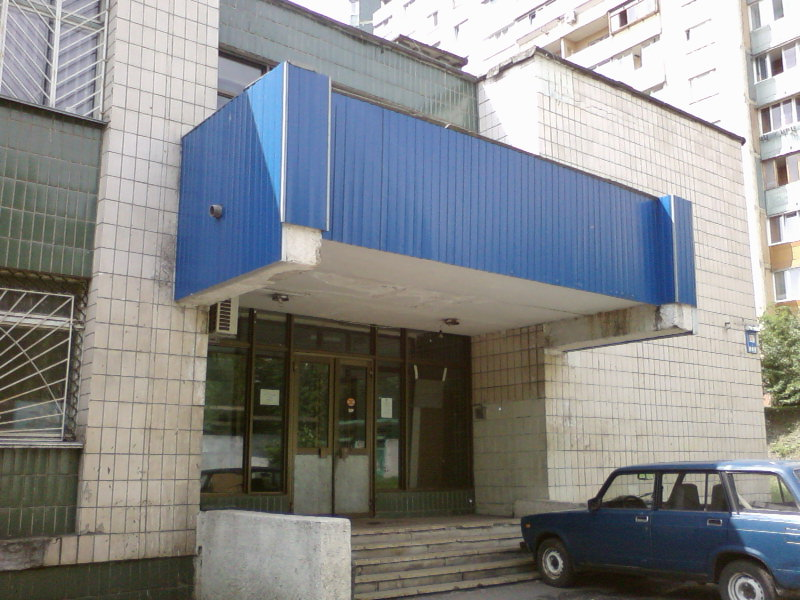
ЖЕК
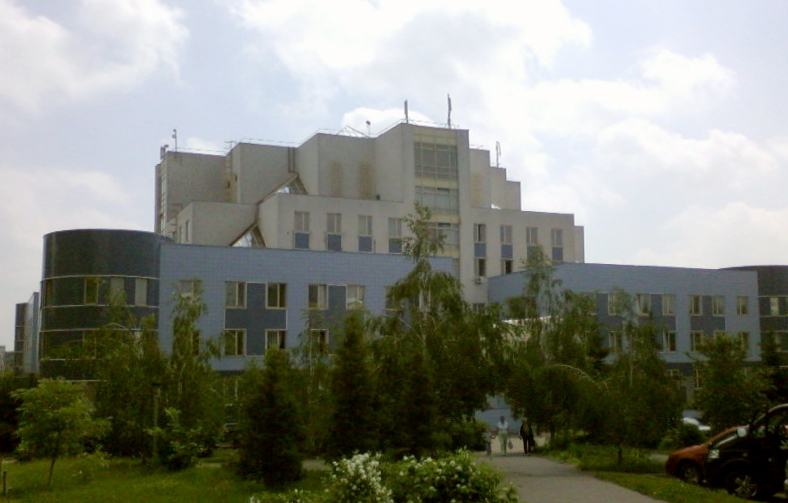
Центральна поліклініка
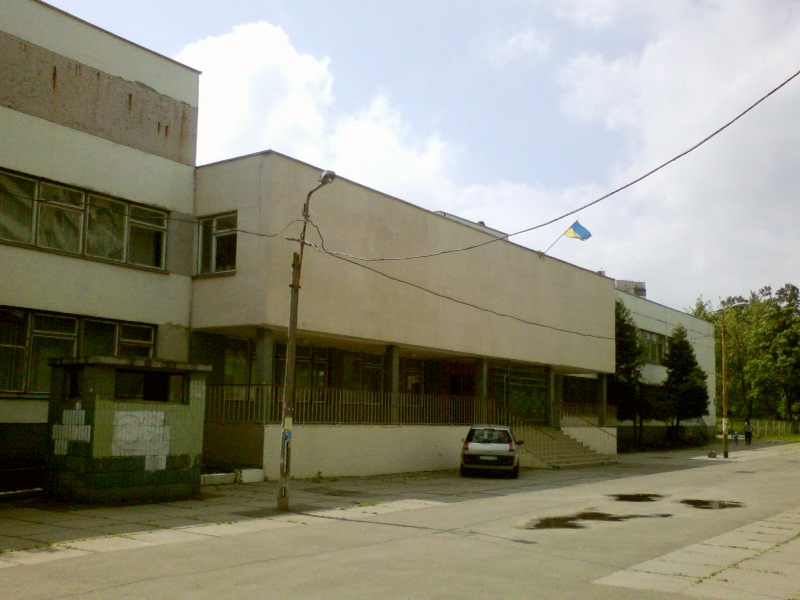
Середня школа № 271
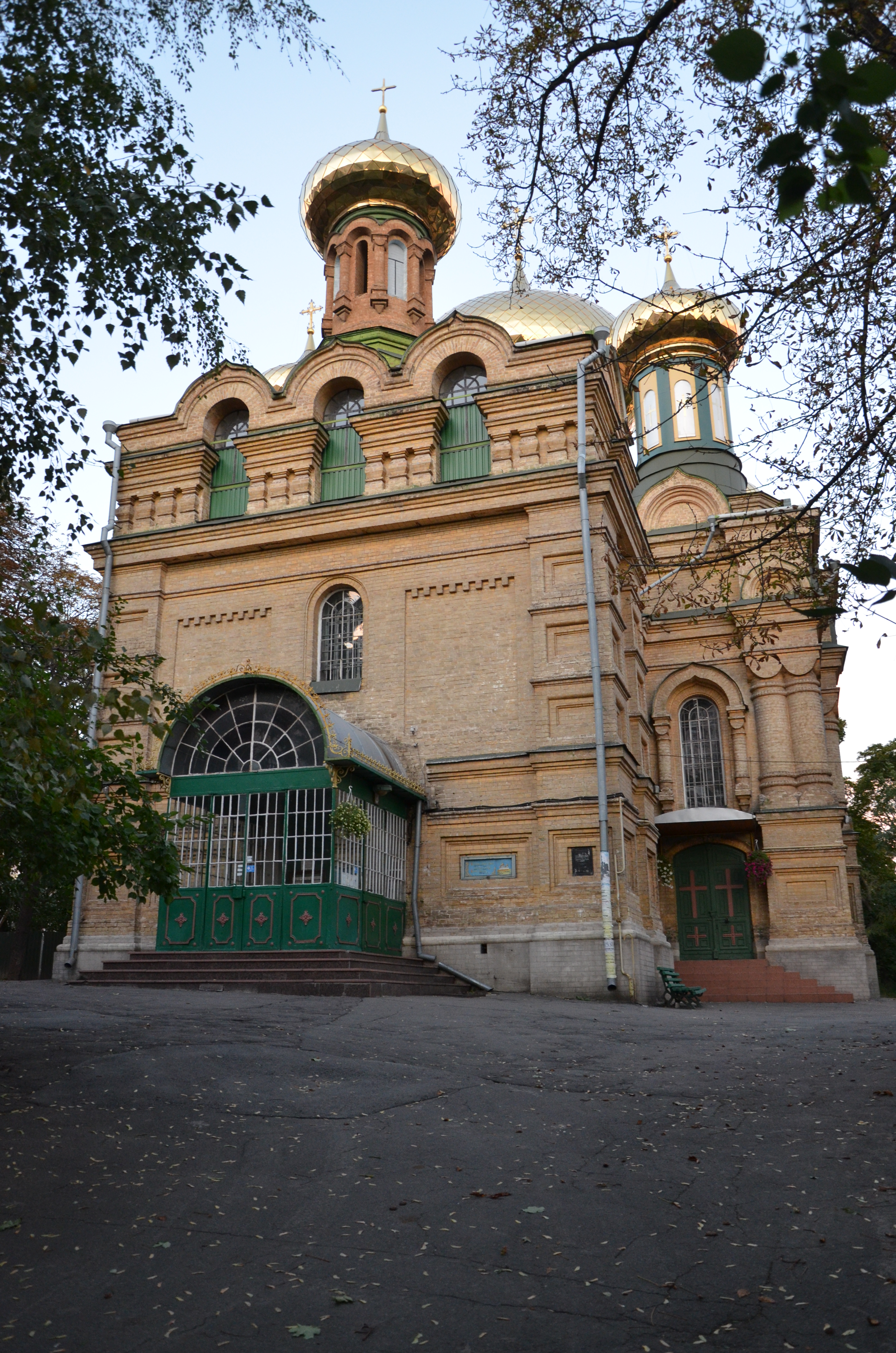
Церква Покрова Пресвятої Богородиці (Пріорка)
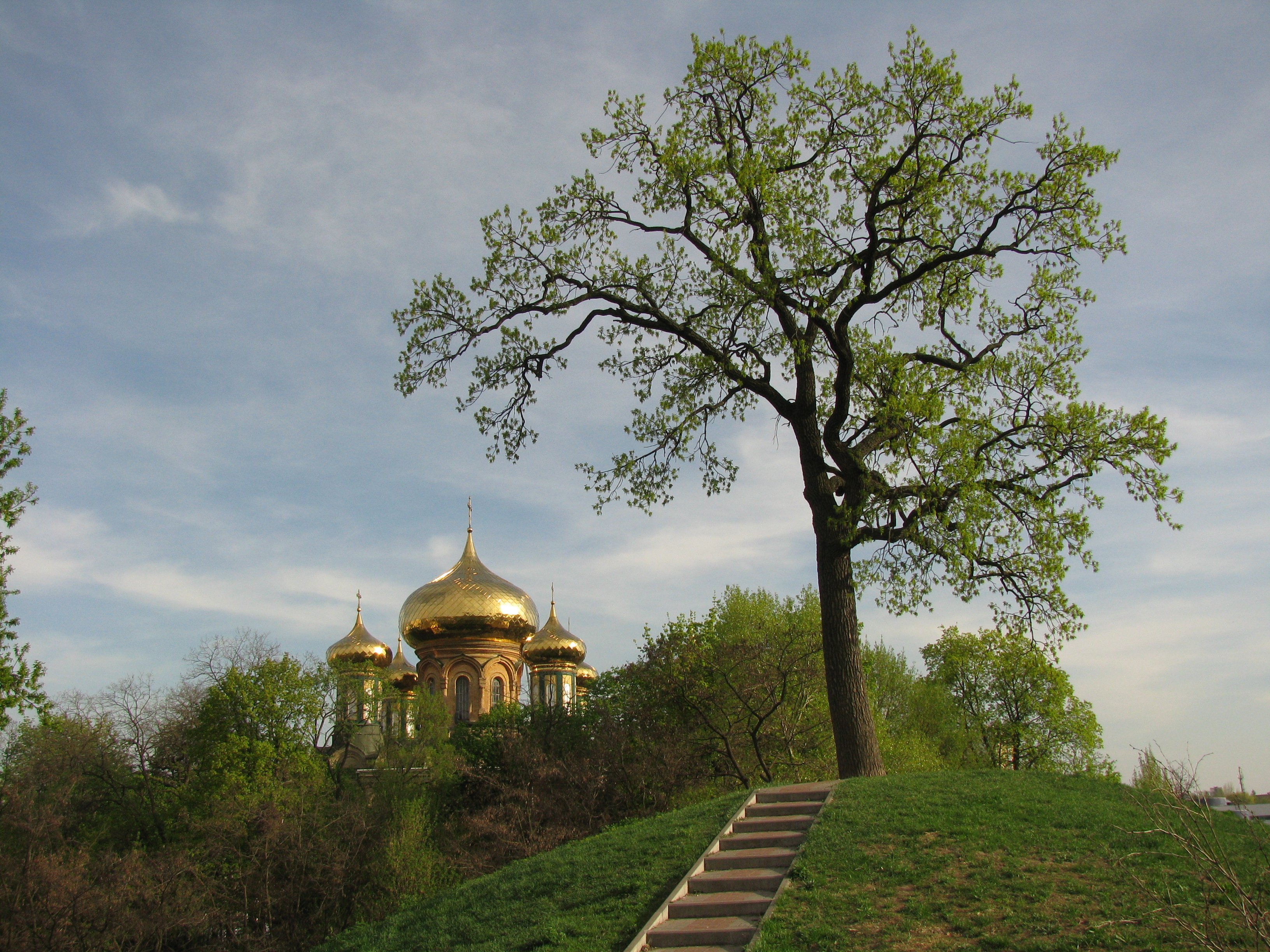
Мостицька, 26, дуб на пагорбі
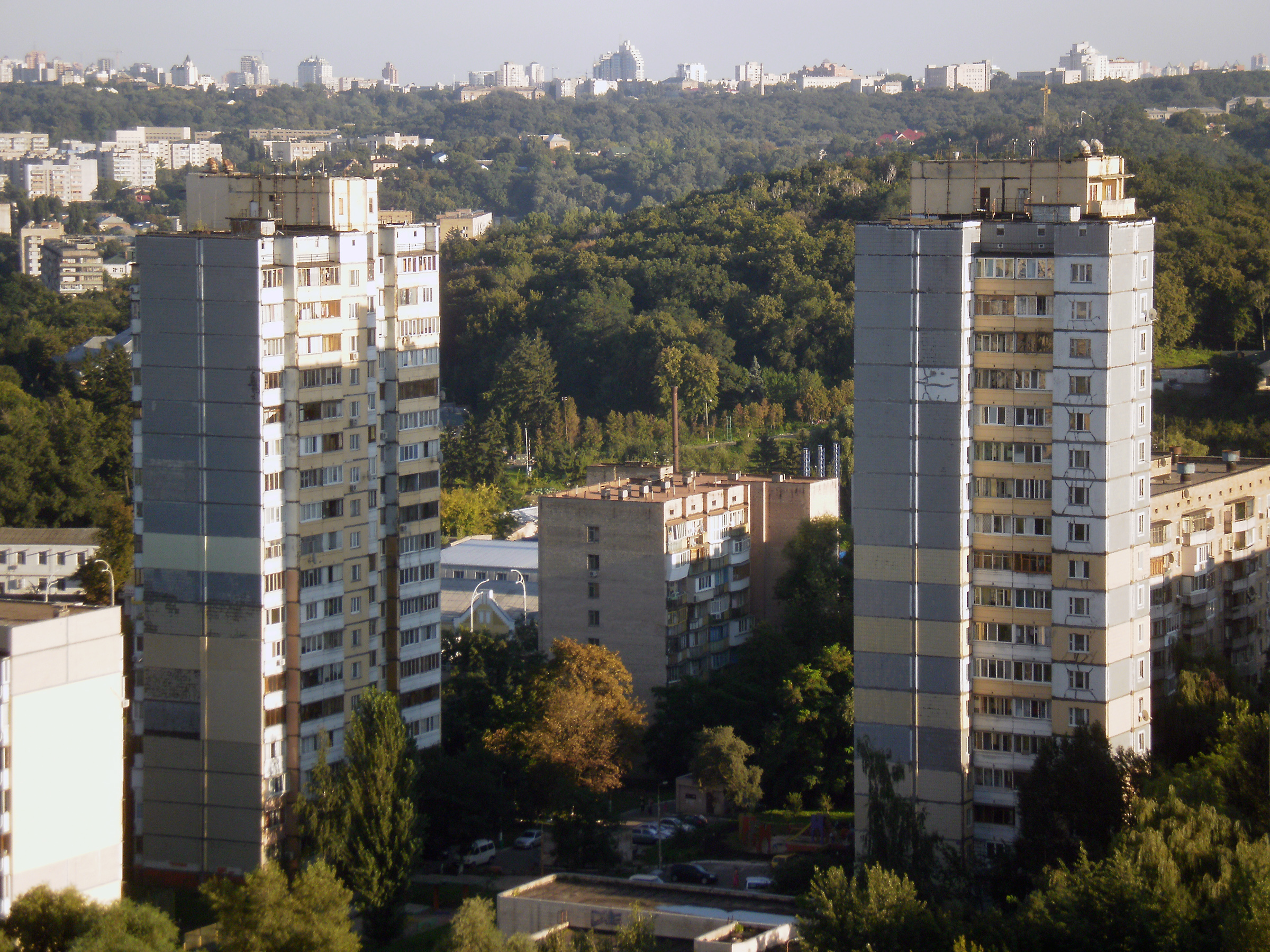
№№ 12 і 10 – 18-поверхові будинки серії Т-1, 1988